# 아메드 알가미시

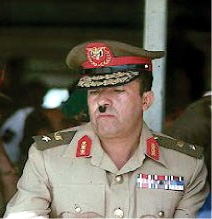

아메드 빈 후세인 알가미시(أحمد حسين الغشمي, 1941년 ~ 1978년 6월 24일)은 예멘 아랍 공화국의 7대 대통령으로 1977년 10월 11일 전임 대통령이던 이브라힘 알하마디가 암살되자 대통령직을 계승했다. 하지만 불과 8개월 뒤에 자신도 남예멘(예멘 인민 공화국)의 대통령 살림 루비 알리를 만나던 중 폭탄 테러로 암살되었다.

## 같이 보기
- NDF 반란